# Abbey Head
Abbey Head är en udde i Storbritannien.   Den ligger i riksdelen Skottland, i den centrala delen av landet, 400 km nordväst om huvudstaden London.
Terrängen inåt land är platt. Havet är nära Abbey Head åt sydost.  Närmaste större samhälle är Kirkcudbright, 10,2 km nordväst om Abbey Head. Trakten runt Abbey Head består i huvudsak av gräsmarker.